# Michel Serfaty
Pour les articles homonymes, voir Serfaty.
Michel Serfaty, né le 20 janvier 1943 à Marrakech (Maroc), est un rabbin franco-marocain, Professeur émérite des Universités et président-fondateur de l'Amitié judéo-musulmane de France.

## Biographie
Il immigre en France dans les années 1960. Il est depuis 1985 le rabbin de la communauté de Ris-Orangis, dans la banlieue sud-est de Paris,.
Il a joué en Coupe d'Europe de basket-ball avec l'équipe de l'Alliance au Maroc, il a joué en Première division puis a été le pilier sportif de l'AS Menora avec Jean Kahn, l'ancien président du Consistoire central et de la communauté juive de Strasbourg. Le club avait été créé par ce dernier pour intégrer les Juifs d'Afrique du Nord avec les Juifs ashkénazes de Strasbourg. Le club est monté jusqu'en seconde division en 1976. Serfaty a été le capitaine de l'équipe de France Maccabi durant plus de 12 ans. Il choisit ensuite la carrière universitaire et est un spécialiste de l'étude de la Massorah (lexicographie hébraïque). Il est président de l'Amitié judéo-musulmane de France, ainsi que de l'association DPM (Déportation-Persécution-Mémoire).
Michel Serfaty est engagé dans le dialogue inter-religieux, tant au niveau local que national. Professeur à l’université de Nancy 2, il préside la commission « Relations avec les autres religions » du consistoire de Paris.

## Amitié judéo-musulmane de France
Le 17 octobre 2003, en fin de journée, alors qu’il se rendait à pied avec son fils Lior à la synagogue, Michel Serfaty a fait l’objet d’une agression antisémite. L’auteur de cette agression et son complice sont identifiés et mis en examen ; tous deux musulmans sont d’origine maghrébine et habitent une cité voisine. Le rabbin de Ris-Orangis lance alors le projet « AJMF », Association judéo-musulmane de France, dont l'antenne parisienne est créée le 19 mars 2008. A bord du bus de l'amitié, le Rabbin Michel Serfaty accompagné de l'Imam Mohamed Azizi, parcourt chaque année l'Ile de France, puis le reste du pays, au contact des communautés juive et musulmane de France.